# Бій за Єлисаветград (1918)
Бій за Єлисаветград — бої за місто Єлисаветград, що відбувалися між армією УНР, анархістами та російськими більшовиками в січні—лютому 1918 року.

## Передумови
Міська дума Єлисаветграду визнала Центральну Раду УНР лише з третьої спроби 19 грудня 1917 року вже після Жовтневого перевороту.

## Перший бій (28-29 січня 1918)
(15) 28 січня 1918 року до Єлисаветграду прибув великий анархістський загін Марусі Никифорової (400 багнетів) і загін солдатів, що були під впливом більшовиків (300 багнетів). Спільно з місцевою Червоною гвардією (500 багнетів) ці загони 29 січня швидко захопили владу в місті, заарештувавши представників влади УНР і роззброївши частини вільних козаків і юнкерів.

## Вигнання більшовиків (лютий 1918)
Але вже у лютому 1918 року під натиском німецько-австрійських військ, які за умовами Берестейського миру розгорнули наступ на Україну, місцевий ревком виїхав до Полтави.
Комендантом міста було призначено більшовика Беленкевича, який видав наказ для мешканців Єлисаветграда: «негайно здати зброю. Кожен, хто не виконає наказу, оголошувався поза законом». Міщани відмовилися підкоритися і змусили самого коменданта тікати з міста, він намагався силою відібрати зброю, але наштовхнувся на рішучий опір єлисаветградців.
Один з учасників тих подій згадував: «Нас оголосили поза законом за те, що ми не хотіли здавати зброї, а ми цією зброєю відновили закон і врятували місто від беззаконня». Це був перший етап повстання.

## Другий бій (24-26 лютого 1918)
Однак більшовики не змирилися з втратою Єлисаветграда й за наказом самого М. Муравйова до міста було направлено загін анархістки М. Никифорової із завданням поновити радянську владу. Розпочинається другий етап народного повстання — захист міста від анархістів, союзників більшовиків.
24 лютого Марусі вдалося ввійти до міста. В Єлисаветграді розгорнулися вуличні бої з використанням панцирників, гранат, артилерії, кулеметів. Найбільш гострими були сутички в центрі міста та в районі залізничного вокзалу. Під натиском міщан анархісти залишили Єлисаветград.
Проте наступного дня бої поновилися з новою силою. М. Никифорова продовжила наступ на місто. Захищаючись, Єлисаветград перетворився на військовий табір. Усі охочі отримували зброю, створювалися палатки милосердя та санітарні дружини. У своєму розпорядженні міщани мали чимало зброї, важку й легку артилерію, кулемети і навіть три аероплани. Місто виявило неабияку солідарність, патріотизм.
Головними оборонцями міста стали: робітники, люди околиць і гетто. Крім них анархістам протистояли міліціонери, вояки 8-го авіадивізіону, охоронці квартальних комітетів, ченці, волонтери, студенти, юнкери, міщани, гімназисти. Економічні конкуренти-пивовари підприємці Зельцер та Макєєв постачали на фронт спирт, хліб, ковбаси. Жінки випікали пиріжки для бійців. В аптеці Шосса влаштували перев'язувальний пункт. Патріотизм рідних вулиць об'єднав усіх. Своєрідним форпостом міста стала Петропавлівська церква (нині район вулиці Полтавської), неподалік від якої проходила умовна лінія фронту.
Лише 26 лютого бої було припинено, Єлисаветград вистояв. Анархісти відступили. Наслідки тривалого збройного зіткнення були тяжкими для міста, яке вперше по-справжньому відчуло смак війни. Під час боїв з анархістами загинуло 86 мешканців, 147 отримали поранення. Вік загиблих коливався від 4 до 60 років. Єлисаветград зазнав значних зруйнувань.

## Встановлення радянської влади (26 лютого 1918)
В умовах небезпеки з боку анархістів та конфлікту з більшовиками, а також, володіючи інформацією про військову допомогу Україні з боку Центральних держав, «Тимчасовий Комітет із захисту революції м. Єлисаветграда» ухвалив рішення про інтеграцію міста до УНР, хоча до цієї загрози міська дума мала проросійські настрої. Влада міста сповістила про це отамана Кульчицького і просила рухатися на допомогу. Але раніше за Кульчицького до міста прибули більшовики, які зупинили бої. Червоний матрос Полупанов (у майбутньому директор заводу Ельворті вже під назвою «Червона зірка») назвав ситуацію, яка склалася в місті провокацією. 26 лютого в місті була встановлена радянська влада .

## Подальше відновлення української влади (березень 1918)
21 березня 1918 року у місто увійшли австро-німецькі і українські війська, було відновлено владу УНР. Місто тривалий час шанувало пам'ять про «народне повстання». Учасникам боїв планувалося встановити пам'ятник біля Знам'янської церкви (нині там тубдиспансер) на добровільні внески. Проводився збір коштів на потреби загиблих та постраждалих під час боїв. Для живих учасників подій, а також родин загиблих та поранених, проводилися благодійні концерти, вистави, грандіозні видовища в цирку; кіносеанси. 1 травня 1918 року відбулося вшанування пам'яті загиблих в боях з анархістами. Один з учасників мітингу запропонував перейменувати Кавалерійську площу на площу Перемоги. Всі учасники боїв отримали посвідчення. Після перемоги над анархістами єлисаветградцям вдалося поповнити запаси одягу, взуття та їжі, які зберігалися в панічно кинутих никифорівцями ешелонах.
Історія повстання в Єлисаветграді 24—26 лютого 1918 року лягла в основу оповідання Юрія Яновського «Байгород» (1927).